# Nicola Pagett
Nicola Pagett (Nicola Mary Scott) (Cairo, Egypte, 15 juni 1945 - Londen, 3 maart 2021) was een Engels actrice. Zij is het meest bekend door haar rol als Elizabeth Bellamy in de serie Upstairs, Downstairs.
Zij was opgeleid aan de St. Maur International School, in Yokohama, Japan, de oudste internationale school in Azië.
Pagett speelde de titelrol in de BBC-bewerking van Anna Karenina, ze trad ook op in de televisieseries A Bit of a Do, The Avengers en The Persuaders. Tevens speelde ze in de films The Viking Queen (1967), Anne of the Thousand Days (1969), Operation Daybreak (1975) en Oliver's Story (1978). Pagett speelde een leidende rol van 1994 tot 1995 in Ain't Misbehavin.
Nicola Pagett was getrouwd met toneelschrijver Graham Swannell, zij zijn gescheiden in 1997 en hebben een dochter.